# Блэк, Карен
Ка́рен Бланш Блэк (англ. Karen Blanche Black, урождённая Циглер (англ. Ziegler); 1 июля 1939, Парк-Ридж — 8 августа 2013, Санта-Моника) — американская актриса, сценарист, певица и композитор, двукратная обладательница премии «Золотой глобус».

## Биография
Карен Бланш Циглер родилась в пригороде Чикаго в 1939 году в семье Эльзы и Нормана Циглеров. Её старшая сестра, Гейл Браун, также стала актрисой, известной, прежде всего, своими ролями на телевидении. В пятнадцатилетнем возрасте она поступила в Северо-западный университет в Эванстоне, где обучалась последующие два года. Затем будущая актриса перебралась в Нью-Йорк, где дебютировала на театральных подмостках Бродвея.
В 1959 году состоялся её дебют в кино. Фамилию Блэк она взяла от мужа, Чарльза Блэка, за которого вышла замуж в 1960 году. В последующие годы Карен Блэк появилась в ряде успешных голливудских картин, среди которых «Беспечный ездок» (1969), «Аэропорт 1975» (1975), «День саранчи» (1975), «Семейный заговор» (1975), «Нэшвилл» (1975) и «Сожжённые приношения» (1976). В 1970 году роль в фильме «Пять лёгких пьес» принесла ей номинацию на «Оскар», а также премию «Золотой глобус». Спустя пять лет она вновь стала обладательницей «Золотого глобуса» за роль в фильме «Великий Гэтсби» (1974). Блэк часто выступала в качестве певицы и композитора в фильмах, где сама снималась. В 1980—1990-х годах актриса играла многочисленные роли в фильмах ужасов.
Блэк четыре раза была замужем. В 1970-х годах она вступила в ряды саентологов, где активно участвовала до конца жизни.
Скончалась 8 августа 2013 года в госпитале округа Лос-Анджелес после продолжительной публичной борьбы с раком желудка на 75-м году жизни.

## Фильмография
| Год  |   | Русское название                    | Оригинальное название                  | Роль               |
| ---- | - | ----------------------------------- | -------------------------------------- | ------------------ |
| 1969 | ф | Беспечный ездок                     | Easy Rider                             | Карен              |
| 1970 | ф | Пять лёгких пьес                    | Five Easy Pieces                       | Рейетт Дигесто     |
| 1971 | ф | Рождённый побеждать                 | Born to Win                            | Парм               |
| 1973 | ф | Команда                             | The Outfit                             | Бетт Хэрроу        |
| 1974 | ф | Великий Гэтсби                      | The Great Gatsby                       | Миртл Уилсон       |
| 1974 | ф | Аэропорт 1975                       | Airport 1975                           | Нэнси Приор        |
| 1975 | ф | Нэшвилл                             | Nashville                              | Конни Уайт         |
| 1976 | ф | Семейный заговор                    | Family Plot                            | Фрэн               |
| 1976 | ф | Сожжённые приношения                | Burnt Offerings                        | Мэриан Рольф       |
| 1977 | ф | Козерог-1                           | Capricorn One                          | Жюли Дринквотер    |
| 1978 | ф | Хвала женщине                       | In Praise of Older Women               | Maya               |
| 1984 | ф | Режь и беги                         | Cut And Run                            |                    |
| 1984 | ф | Плохие манеры                       | Bad Manners / Growing Pains            | Глэдис Фицпатрик   |
| 1986 | ф | Пришельцы с Марса                   | Invaders From Mars                     | Линда Магнуссон    |
| 1989 | ф | Гомер и Эдди                        | Homer and Eddi                         | Белла              |
| 1990 | ф | Зеркало                             | Mirror, Mirror                         | Сьюзан Гордон      |
| 1991 | ф | Дети ночи                           | Children of the Night                  | Карен Томпсон      |
| 1992 | в | Мальчишка — двойной агент           | The Double O Kid                       | миссис Эллиот      |
| 1996 | в | Дети кукурузы 4: Сбор урожая        | Children Of The Corn IV: The Gathering | Джун Роудс         |
| 1998 | ф | Я проснулся рано в день моей смерти | I Woke Up Early the Day I Died         | женщина с кнутом   |
| 2001 | ф | Хранитель душ                       | Soulkeeper                             | Великолепная Марта |
| 2001 | ф | Джипси 83                           | Gypsy 83                               | Бэмби ЛеБлю        |
| 2002 | ф | Техносекс                           | Teknolust                              | Грязный Дик        |
| 2003 | ф | Дом 1000 трупов                     | House of 1000 Corpses                  | Файрфлай           |
| 2008 | ф | Акварели                            | Watercolors                            | миссис Мартин      |

## Награды
- «Золотой глобус»

1971 — «Лучшая актриса второго плана» («Пять лёгких пьес»)
1975 — «Лучшая актриса второго плана» («Великий Гэтсби»)